# Fiona A. Reid
Fiona A. Reid (* 11. November 1955) ist eine kanadische Säugetierkundlerin, Autorin und Illustratorin.

## Leben
Reid hat an der Universität Cambridge Biologie studiert und weitere Lehrgänge an der Stony Brook University im US-Bundesstaat New York abgeschlossen. Als Illustratorin war sie an mehreren Kinderbüchern und an zoologischen Werken zu Fledermäusen und zu Säugetieren Mittelamerikas sowie Neuguineas beteiligt. Reid ist beim Zentrum für biologische Vielfalt und Arterhaltung beim Royal Ontario Museum in Toronto angestellt. Seit 1986 leitet sie ökologische Safaris nach Alaska, Brasilien, Indonesien und Venezuela.
Reid war 1995 an der Erstbeschreibung der Nördlichen Rundblattnase (Tonatia bakeri) und der Südlichen Rundblattnase (Tonatia maresi) sowie 2010 an der Beschreibung der Blassflügel-Hundskopffledermaus Peropteryx pallidoptera beteiligt.

## Bibliografie
- A Field Guide to the Mammals of Central America and Southeast Mexico, 1997, als Illustratorin
- Mammals of the Neotropics, 1999, als Illustratorin
- FAR Pocket Guide : Mammals of Belize, 2001, als Autor
- Mammals of Costa Rica, 2003, als Autor
- Peterson Field Guide to Mammals of North America, 2006, als Illustratorin
- The Wildlife of Costa Rica: A Field Guide, 2010, als Autor
- Land Mammals of the Southeast: Folding Guide, 2011, als Illustratorin
- Pocket Guide to the Mammals of Costa Rica, 2022, als Autor

## Referenzen
1. 1 2  Fiona A. Reid. Goodreads Books, 2023, abgerufen am 24. Oktober 2024 (englisch).
2. ↑  Williams, S.L., Willig, M.R. & Reid, F.A.: Review of the Tonatia bidens complex (Mammalia: Chiroptera), with descriptions of two new subspecies. In: Journal of Mammalogy. 76. Jahrgang, Nr. 2, 1995, S. 612–626, doi:10.2307/1382370 (englisch).
3. ↑  Lim, B.K., Engstrom, M.D., Reid, F.A., Simmons, N.B., Voss, R.S. & Fleck, D.W.: A new species of Peropteryx (Chiroptera, Emballonuridae) from western Amazonia with comments on phylogenetic relationships within the genus. In: American Museum Novitates. 3686. Jahrgang, 2010, S. 1–20 (englisch).